# Gustaf Söderström
Gustaf Fredrik Söderström, detto Jotte (Stoccolma, 25 novembre 1865 – Lidingö, 12 novembre 1958), è stato un tiratore di fune, pesista e discobolo svedese.

## Biografia
Rappresentò la Svezia ai giochi olimpici di Parigi del 1900, dove vinse, con la squadra mista danese/svedese, la medaglia d'oro nel tiro alla fune, sconfiggendo in finale i francesi del Racing Club de France per 2 a 0.
Nella stessa edizione ha partecipato alle gare di getto del peso, classificandosi sesto, e di lancio del disco, classificandosi sesto.
È fratello dell'atleta olimpionico Bruno Söderström, vincitore di medaglie ai Giochi olimpici intermedi di Atene 1906 e all'Olimpiade estiva di Londra 1908.

## Palmarès
In carriera ha conseguito i seguenti risultati:
- Giochi olimpici

Parigi 1900: oro nel tiro alla fune.